# Tekirdağ
Tekirdağ là một thành phố tự trị (büyük şehir) đồng thời cũng là một tỉnh (il) của Thổ Nhĩ Kỳ. Thành phố ở khu vực tây bắc của Thổ Nhĩ Kỳ, nổi tiếng với đặc sản thịt viên "Tekirdağ köfte" và rượu Tekirdağ rakı.

## Hành chính

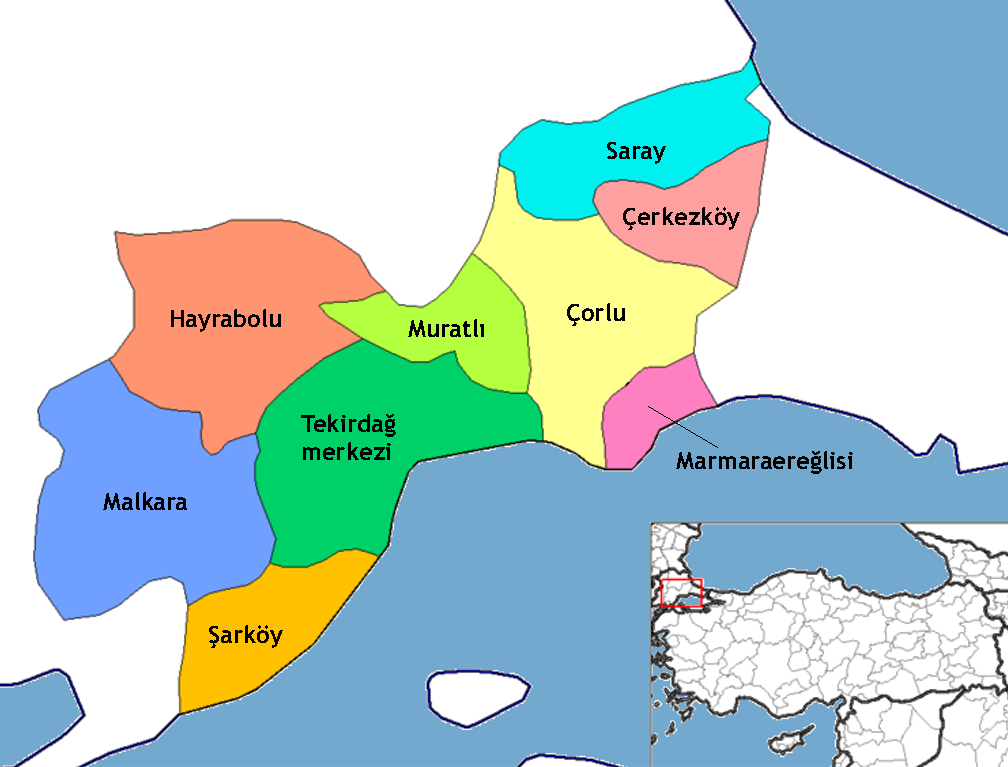
Bản đồ hành chính của thành phố Tekirdağ trước 2012

Trước năm 2012, trung tâm tỉnh Tekirdağ trước đây là thành phố tỉnh lỵ (merkez ilçesi) Tekirdağ. Năm 2012, Thổ Nhĩ Kỳ thông qua luật công nhận các tỉnh có dân số trên 750.000 người là những thành phố tự trị (büyükşehir belediyeleri). Theo đó, thành phố tỉnh lỵ Tekirdağ cũ được giải thể để thành lập các huyện mới là Ergene, Kapaklı và Süleymanpaşa. Hiện tại, thành phố được chia thành 11 huyện hành chính:
- Çerkezköy
- Çorlu
- Ergene
- Hayrabolu
- Kapaklı
- Malkara
- Marmaraereğlisi
- Muratlı
- Saray
- Süleymanpaşa
- Şarköy

## Khí hậu
| Dữ liệu khí hậu của Tekirdağ                 | Dữ liệu khí hậu của Tekirdağ | Dữ liệu khí hậu của Tekirdağ | Dữ liệu khí hậu của Tekirdağ | Dữ liệu khí hậu của Tekirdağ | Dữ liệu khí hậu của Tekirdağ | Dữ liệu khí hậu của Tekirdağ | Dữ liệu khí hậu của Tekirdağ | Dữ liệu khí hậu của Tekirdağ | Dữ liệu khí hậu của Tekirdağ | Dữ liệu khí hậu của Tekirdağ | Dữ liệu khí hậu của Tekirdağ | Dữ liệu khí hậu của Tekirdağ | Dữ liệu khí hậu của Tekirdağ |
| Tháng                                        | 1                            | 2                            | 3                            | 4                            | 5                            | 6                            | 7                            | 8                            | 9                            | 10                           | 11                           | 12                           | Năm                          |
| -------------------------------------------- | ---------------------------- | ---------------------------- | ---------------------------- | ---------------------------- | ---------------------------- | ---------------------------- | ---------------------------- | ---------------------------- | ---------------------------- | ---------------------------- | ---------------------------- | ---------------------------- | ---------------------------- |
| Cao kỉ lục °C (°F)                           | 23.9 (75.0)                  | 24.7 (76.5)                  | 28.1 (82.6)                  | 34.3 (93.7)                  | 33.8 (92.8)                  | 40.2 (104.4)                 | 38.4 (101.1)                 | 37.5 (99.5)                  | 39.7 (103.5)                 | 35.1 (95.2)                  | 27.9 (82.2)                  | 23.5 (74.3)                  | 40.2 (104.4)                 |
| Trung bình ngày tối đa °C (°F)               | 8.6 (47.5)                   | 9.4 (48.9)                   | 12.0 (53.6)                  | 16.1 (61.0)                  | 21.2 (70.2)                  | 26.0 (78.8)                  | 28.7 (83.7)                  | 29.1 (84.4)                  | 25.1 (77.2)                  | 20.0 (68.0)                  | 15.1 (59.2)                  | 10.4 (50.7)                  | 18.5 (65.3)                  |
| Trung bình ngày °C (°F)                      | 5.2 (41.4)                   | 5.8 (42.4)                   | 8.1 (46.6)                   | 12.0 (53.6)                  | 17.1 (62.8)                  | 21.8 (71.2)                  | 24.4 (75.9)                  | 24.8 (76.6)                  | 20.7 (69.3)                  | 16.1 (61.0)                  | 11.4 (52.5)                  | 7.1 (44.8)                   | 14.5 (58.1)                  |
| Tối thiểu trung bình ngày °C (°F)            | 2.4 (36.3)                   | 2.8 (37.0)                   | 4.8 (40.6)                   | 8.4 (47.1)                   | 13.1 (55.6)                  | 17.4 (63.3)                  | 19.8 (67.6)                  | 20.5 (68.9)                  | 16.7 (62.1)                  | 12.7 (54.9)                  | 8.2 (46.8)                   | 4.2 (39.6)                   | 10.9 (51.6)                  |
| Thấp kỉ lục °C (°F)                          | −13.5 (7.7)                  | −13.3 (8.1)                  | −10.4 (13.3)                 | −1.2 (29.8)                  | 2.7 (36.9)                   | 8.6 (47.5)                   | 10.9 (51.6)                  | 11.0 (51.8)                  | 3.7 (38.7)                   | −1.8 (28.8)                  | −7.8 (18.0)                  | −10.9 (12.4)                 | −13.5 (7.7)                  |
| Lượng Giáng thủy trung bình mm (inches)      | 58.2 (2.29)                  | 62.7 (2.47)                  | 53.7 (2.11)                  | 40.8 (1.61)                  | 37.8 (1.49)                  | 37.9 (1.49)                  | 28.5 (1.12)                  | 16.4 (0.65)                  | 45.7 (1.80)                  | 81.6 (3.21)                  | 61.2 (2.41)                  | 76.6 (3.02)                  | 601.1 (23.67)                |
| Số ngày giáng thủy trung bình                | 12.30                        | 11.30                        | 12.27                        | 10.67                        | 9.80                         | 7.73                         | 3.87                         | 3.00                         | 6.17                         | 9.23                         | 9.73                         | 12.97                        | 109.0                        |
| Số giờ nắng trung bình tháng                 | 83.7                         | 98.9                         | 136.4                        | 180.0                        | 232.5                        | 264.0                        | 297.6                        | 269.7                        | 207.0                        | 145.7                        | 99.0                         | 77.5                         | 2.092                        |
| Số giờ nắng trung bình ngày                  | 2.7                          | 3.5                          | 4.4                          | 6.0                          | 7.5                          | 8.8                          | 9.6                          | 8.7                          | 6.9                          | 4.7                          | 3.3                          | 2.5                          | 5.7                          |
| Nguồn: Cơ quan Khí tượng Nhà nước Thổ Nhĩ Kỳ |                              |                              |                              |                              |                              |                              |                              |                              |                              |                              |                              |                              |                              |

## Thành phố kết nghĩa
Thành phố này kết nghĩa với:
- Bayreuth, Đức
- Kardzhali, Bulgaria
- Kecskemét, Hungary
- Sárospatak, Hungary
- Sliven, Bulgaria
- Techirghiol, Romania